# Desmozosteria flava
Desmozosteria flava är en kackerlacksart som beskrevs av M. Josephine Mackerras 1966. Desmozosteria flava ingår i släktet Desmozosteria och familjen storkackerlackor. Inga underarter finns listade i Catalogue of Life.